# クリストファー・ケイン
クリストファー・ケイン（Christopher Cain, 出生名: Bruce Doggett; 1943年10月29日 - ）は、アメリカ合衆国の脚本家、映画監督、プロデューサー。妻は女優のシャロン・トーマス、義理の息子は俳優のディーン・ケインである。

## フィルモグラフィ
- The Stone Boy (1984) 監督
- BAD/傷だらけの疾走 That Was Then... This Is Now (1985) 監督
- エメラルド・レジェンド/少年とイルカの愛の伝説 Where the River Runs Black (1986) 監督
- 暴力教室'88 The Principal (1987) 監督
- ヤングガン Young Guns (1988) 監督・脚本・製作
- 激突!暴走カー・クラッシュ Wheels of Terror (1990) テレビ映画、監督
- ピュア・カントリー Pure Country (1992) 監督
- ベスト・キッド4 The Next Karate Kid (1994) 監督
- リトル・パンダの冒険 The Amazing Panda Adventure (1995) 監督
- ゴーン・フィッシン' Gone Fishin' (1997) 監督
- Rose Hill (1997) テレビ映画、監督
- カウボーイ・ダディ/父の選択 A Father's Choice (2000) テレビ映画、監督
- September Dawn (2007) 監督・製作
- Pure Country 2: The Gift (2010) 監督・脚本・製作